# کارولین بروس
کارولین بروس (به انگلیسی: Caroline Bruce) (زادهٔ ۹ ژوئن ۱۹۸۶) شناگر اهل ایالات متحده آمریکا است.